# Campeonato Mundial de Patinação Artística no Gelo de 1995
O Campeonato Mundial de Patinação Artística no Gelo de 1995 foi a octogésima quinta edição do Campeonato Mundial de Patinação Artística no Gelo, um evento anual de patinação artística no gelo organizado pela União Internacional de Patinação (em inglês:  International Skating Union) onde os patinadores artísticos competem pelo título de campeão mundial. A competição foi disputada entre os dias 7 de março e 12 de março, na cidade de Birmingham, Inglaterra, Reino Unido.

## Eventos
- Individual masculino
- Individual feminino
- Duplas
- Dança no gelo

## Medalhistas
| Evento                        | Ouro                                                | Prata                                     | Bronze                                     |
| Individual masculino detalhes | Elvis Stojko · Canadá                               | Todd Eldredge · Estados Unidos            | Philippe Candeloro · França                |
| Individual feminino detalhes  | Chen Lu · China                                     | Surya Bonaly · França                     | Nicole Bobek · Estados Unidos              |
| Duplas detalhes               | Radka Kovaříková · René Novotný · Repúbnlica Tcheca | Evgenia Shishkova · Vadim Naumov · Rússia | Jenni Meno · Todd Sand · Estados Unidos    |
| Dança no gelo detalhes        | Oksana Grishuk · Evgeni Platov · Rússia             | Susanna Rahkamo · Petri Kokko · Finlândia | Sophie Moniotte · Pascal Lavanchy · França |

## Resultados

### Individual masculino
| Pos.                                | Nome                   | Nacionalidade  | Pontos |
| ----------------------------------- | ---------------------- | -------------- | ------ |
| Medalha de ouro                     | Elvis Stojko           | Canadá         |        |
| Medalha de prata                    | Todd Eldredge          | Estados Unidos |        |
| Medalha de bronze                   | Philippe Candeloro     | França         |        |
| 4                                   | Alexei Urmanov         | Rússia         |        |
| 5                                   | Éric Millot            | França         |        |
| 6                                   | Viacheslav Zagorodniuk | Ucrânia        |        |
| 7                                   | Scott Davis            | Estados Unidos |        |
| 8                                   | Steven Cousins         | Reino Unido    |        |
| 9                                   | Ilia Kulik             | Rússia         |        |
| 10                                  | Zsolt Kerekes          | Hungria        |        |
| 11                                  | Michael Shmerkin       | Israel         |        |
| 12                                  | Dmitri Dmitrenko       | Ucrânia        |        |
| 13                                  | Vasili Eremenko        | Ucrânia        |        |
| 14                                  | Cornel Gheorghe        | Romênia        |        |
| 15                                  | Markus Leminen         | Finlândia      |        |
| 16                                  | Thierry Cerez          | França         |        |
| 17                                  | Sébastien Britten      | Canadá         |        |
| 18                                  | Ronny Winkler          | Alemanha       |        |
| 19                                  | Clive Shorten          | Reino Unido    |        |
| 20                                  | Alexander Mourashko    | Bielorrússia   |        |
| 21                                  | Fabrizio Garattoni     | Itália         |        |
| 22                                  | Zhongyi Jiao           | China          |        |
| 23                                  | Naoki Shigematsu       | Japão          |        |
| 24                                  | Florian Tuma           | Áustria        |        |
| 25                                  | Michael Tyllesen       | Dinamarca      |        |
| 26                                  | Robert Grzegorczyk     | Polônia        |        |
| 27                                  | Jan Erik Digernes      | Noruega        |        |
| 28                                  | Shin Amano             | Japão          |        |
| 29                                  | David Liu              | Taipé Chinesa  |        |
| 30                                  | Margus Hernits         | Estônia        |        |
| Não avançaram para o programa curto |                        |                |        |
| 31                                  | Marcus Christensen     | Canadá         |        |

### Individual feminino
| Pos.                                | Nome                   | Nacionalidade    | Pontos |
| ----------------------------------- | ---------------------- | ---------------- | ------ |
| Medalha de ouro                     | Chen Lu                | China            |        |
| Medalha de prata                    | Surya Bonaly           | França           |        |
| Medalha de bronze                   | Nicole Bobek           | Estados Unidos   |        |
| 4                                   | Michelle Kwan          | Estados Unidos   |        |
| 5                                   | Olga Markova           | Rússia           |        |
| 6                                   | Laetitia Hubert        | França           |        |
| 7                                   | Irina Slutskaya        | Rússia           |        |
| 8                                   | Marie-Pierre Leray     | França           |        |
| 9                                   | Elena Liashenko        | Ucrânia          |        |
| 10                                  | Hanae Yokoya           | Japão            |        |
| 11                                  | Julia Lavrenchuk       | Ucrânia          |        |
| 12                                  | Junko Yaginuma         | Japão            |        |
| 13                                  | Marina Kielmann        | Alemanha         |        |
| 14                                  | Anna Rechnio           | Polônia          |        |
| 15                                  | Kateřina Beránková     | República Tcheca |        |
| 16                                  | Kumiko Koiwai          | Japão            |        |
| 17                                  | Simone Lang            | Alemanha         |        |
| 18                                  | Helena Grundberg       | Suécia           |        |
| 19                                  | Lucinda Ruh            | Suíça            |        |
| 20                                  | Maria Nikitochkina     | Bielorrússia     |        |
| 21                                  | Tony Bombardieri       | Itália           |        |
| 22                                  | Tatiana Malinina       | Uzbequistão      |        |
| 23                                  | Krisztina Czakó        | Hungria          |        |
| 24                                  | Jenna Arrowsmith       | Reino Unido      |        |
| Não avançaram para o programa livre |                        |                  |        |
| 25                                  | Mojca Kopač            | Eslovênia        |        |
| 26                                  | Monique van der Velden | Países Baixos    |        |
| 27                                  | Julia Lautowa          | Áustria          |        |
| 28                                  | Marta Andrade          | Espanha          |        |
| 29                                  | Ivana Jakupcevic       | Croácia          |        |
| 30                                  | Mila Kajas             | Finlândia        |        |
| Não avançaram para o programa curto |                        |                  |        |
| 31                                  | Netty Kim              | Canadá           |        |
| WD                                  | Tanja Szewczenko       | Alemanha         |        |

### Duplas
| Pos.              | Nome                                      | Nacionalidade    | Pontos |
| ----------------- | ----------------------------------------- | ---------------- | ------ |
| Medalha de ouro   | Radka Kovaříková / René Novotný           | República Tcheca |        |
| Medalha de prata  | Evgenia Shishkova / Vadim Naumov          | Rússia           |        |
| Medalha de bronze | Jenni Meno / Todd Sand                    | Estados Unidos   |        |
| 4                 | Marina Eltsova / Andrei Bushkov           | Rússia           |        |
| 5                 | Mandy Wötzel / Ingo Steuer                | Alemanha         |        |
| 6                 | Maria Petrova / Anton Sikharulidze        | Rússia           |        |
| 7                 | Elena Berezhnaya / Oleg Shliakhov         | Letônia          |        |
| 8                 | Kyoko Ina / Jason Dungjen                 | Estados Unidos   |        |
| 9                 | Sarah Abitbol / Stéphane Bernadis         | França           |        |
| 10                | Michelle Menzies / Jean-Michel Bombardier | Canadá           |        |
| 11                | Danielle Carr / Stephen Carr              | Austrália        |        |
| 12                | Elena Belousovskaya / Sergei Potalov      | Ucrânia          |        |
| 13                | Marina Khaltourina / Andrei Krioukov      | Cazaquistão      |        |
| 14                | Jodeyne Higgins / Sean Rice               | Canadá           |        |
| 15                | Allison Gaylor / David Pelletier          | Canadá           |        |
| 16                | Dorota Zagórska / Mariusz Siudek          | Polônia          |        |
| 17                | Lesley Rogers / Michael Aldred            | Reino Unido      |        |
| 18                | Silvia Dimitrova / Rico Rex               | Alemanha         |        |
| 19                | Marte Andrella / Dmitri Kaploun           | Itália           |        |
| 20                | Ulrike Gerstl / Bjorn Lobenwein           | Áustria          |        |
| 21                | Polina Djo / Evgeni Sviridov              | Uzbequistão      |        |
| WD                | Veronika Joukalova / Otto Dlabola         | República Tcheca |        |
| WD                | Jekaterina Silnitskaya / Mirko Müller     | Alemanha         |        |

### Dança no gelo
| Pos.              | Nome                                      | Nacionalidade    | Pontos |
| ----------------- | ----------------------------------------- | ---------------- | ------ |
| Medalha de ouro   | Pasha Grishuk / Evgeni Platov             | Rússia           |        |
| Medalha de prata  | Susanna Rahkamo / Petri Kokko             | Finlândia        |        |
| Medalha de bronze | Sophie Moniotte / Pascal Lavanchy         | França           |        |
| 4                 | Shae-Lynn Bourne / Victor Kraatz          | Canadá           |        |
| 5                 | Anjelika Krylova / Oleg Ovsyannikov       | Rússia           |        |
| 6                 | Marina Anissina / Gwendal Peizerat        | França           |        |
| 7                 | Tatiana Navka / Samvel Gezalian           | Bielorrússia     |        |
| 8                 | Irina Romanova / Igor Yaroshenko          | Ucrânia          |        |
| 9                 | Kateřina Mrázová / Martin Šimeček         | República Tcheca |        |
| 10                | Renée Roca / Gorsha Sur                   | Estados Unidos   |        |
| 11                | Jennifer Goolsbee / Hendryk Schamberger   | Alemanha         |        |
| 12                | Margarita Drobiazko / Povilas Vanagas     | Lituânia         |        |
| 13                | Elizaveta Stekolnikova / Dmitri Kazarlyga | Cazaquistão      |        |
| 14                | Sylwia Nowak / Sebastian Kolasiński       | Polônia          |        |
| 15                | Irina Lobacheva / Ilia Averbukh           | Rússia           |        |
| 16                | Diane Gerencser / Alexander Stanislavov   | Suíça            |        |
| 17                | Jennifer Boyce / Michel Brunet            | Canadá           |        |
| 18                | Allison MacLean / Konrad Schaub           | Áustria          |        |
| 19                | Kati Winkler / René Lohse                 | Alemanha         |        |
| 20                | Barbara Piton / Alexandre Piton           | França           |        |
| 21                | Michelle Fitzgerald / Kyle Vincent        | Reino Unido      |        |

## Quadro de medalhas
| Ordem | País              | Medalha de ouro | Medalha de prata | Medalha de bronze |    | Ordem por total |
| ----- | ----------------- | --------------- | ---------------- | ----------------- | -- | --------------- |
| 1     | Rússia            | 1               | 1                |                   | 2  | 3               |
| 2     | Canadá            | 1               |                  |                   | 1  | 4               |
| 2     | China             | 1               |                  |                   | 1  | 4               |
| 2     | Repúbnlica Tcheca | 1               |                  |                   | 1  | 4               |
| 5     | Estados Unidos    |                 | 1                | 2                 | 3  | 1               |
| 5     | França            |                 | 1                | 2                 | 3  | 1               |
| 7     | Finlândia         |                 | 1                |                   | 1  | 4               |
| TOTAL | TOTAL             | 4               | 4                | 4                 | 12 | —               |